# Pombalinho (Soure)
Pombalinho is een plaats (freguesia) in de Portugese gemeente Soure en telt 1006 inwoners (2001).